# FC Dinamo-2 Kiev
El FC Dinamo-2 Kiev (en ucraniano: ФК «Динамо-2» Київ) fue un club de fútbol ucraniano de la ciudad de Kiev, y es el filial del FC Dinamo Kiev. Fue fundado en 1992 y jugó en la Persha Liha hasta su desaparición en la temporada 2015/16 por decisión de la junta directiva del Dinamo de Kiev.

## Palmarés

### Torneos nacionales
- Persha Liha (3):1999, 2000, 2001